# Lee Quinones
Pour les articles homonymes, voir Lee et Quiñones.
Lee George Quinones, souvent nommé Lee, né à Ponce (Porto Rico) en 1960 et ayant grandi à New York est un des plus célèbres graffeurs américains. Après avoir pris tous les risques pour peindre des trains du métro de la ville, il peint sur toile et expose ses œuvres avec succès : certaines de ses peintures font désormais partie de la collection permanente du Whitney Museum of American Art.
Lee Quinones incarne le rôle de Raymond/Zoro dans le film Wild Style.
En 2005, il effectue à bicyclette le trajet de New York à Miami pour collecter des fonds destinés aux victimes de l'ouragan Katrina. Il est parti le 27 octobre 2005 et arrivé le 29 novembre.
Le vélo qui a servi à effectuer ce périple (évidemment peint par ses soins) a été exposé à la foire d'art contemporain Art Basel Miami Beach.